# La Gloria (Mexique)
Pour les articles homonymes, voir La Gloria.
La Gloria est une ville de la municipalité de Perote (Veracruz), dans l'État mexicain de Veracruz. En 2005, elle comptait 2 243 habitants (1 092 hommes et 1 151 femmes). 
La ville est située dans la vallée de Perote et est entourée de montagnes. Son altitude de 2 460 mètres en fait l'une des zones les plus élevées de l'État de Veracruz. Elle est située au sud-ouest du Cofre de Perote, à environ quarante kilomètres de la ville de Perote. Elle est reliée à Perote par une petite autoroute ; là, la petite autoroute croise la route fédérale 140, qui va jusqu'à Xalapa.
La moitié de la population de la ville vit et travaille à Mexico, située à 200 kilomètres à l'ouest, pendant la semaine. La ville est située à 8,5 kilomètres de l'exploitation agricole Granjas Carroll de Mexico, qui a élevé près de 1 000 000 porcs en 2008. De nombreux habitants ont protesté contre l'exploitation porcine.
La Gloria est soupçonnée d'être le lieu d'origine de la pandémie de grippe porcine de 2009,.